# 2845 Franklinken
2845 Franklinken је астероид главног астероидног појаса са средњом удаљеношћу од Сунца која износи 2,260 астрономских јединица (АЈ).
Апсолутна магнитуда астероида је 13,4.